# Édouard Thibold
Édouard Thibold (Müllerthal, 21 november 1925 – Ettelbruck, 4 augustus 2001) was een Luxemburgs postbode, kunstschilder, tekenaar en prehistoricus.

## Leven en werk
Thibold werkte vanaf begin jaren 1950 bij de Luxemburgse posterijen. Hij was als kunstenaar autodidact, wel kreeg hij raadgevingen van Mathias Reckinger en Roger Steffen. Hij maakte olieverfschilderijen, aquarellen en tekeningen, die hij onder meer als lid van de kunstenaarsvereniging Cercle Artistique de Luxembourg exposeerde. Zijn werk werd meermaals onderscheiden, met onder andere een Prix d'Excellence in Brussel (1966) en zilveren medailles in Madrid (1966), Lugano (1985) en Rome (1986).
Thibold maakte naam als prehistoricus. Hij verzamelde vanaf 1976 prehistorische artefacten, voornamelijk in de omgeving van Echternach. Met zijn broer Georges behoorde hij tot de oprichters van de Société préhistorique luxembourgeoise. Tussen 1983 en 1999 publiceerde Thibold een aantal artikelen in het bulletin van de Société. 

## Enkele publicaties
- 1983 "Un biface subtriangulaire de la région d'Echternach", Bulletin de Société préhistorique luxembourgeoise, nr. 5, p.9-10.
- 1984 "Neolithische Funde auf Tull bei Echternach", Bulletin de Société préhistorique luxembourgeoise, nr. 6, p. 101-108.
- 1985 "Deux sites du Mésolithique moyen à Flaxweiler (Commune de Flaxweiler)", Bulletin de Société préhistorique luxembourgeoise, nr. 7, p. 67-89. Met F. Spier.
- 1986 "Trouvailles mésolithiques du Geyershaff-Sandel, commune de Bech (Echternach)", Bulletin de Société préhistorique luxembourgeoise, nr. 8: 67-74. Met F. Spier.
- 1987 "Steinzeitliche Zeugen an der Untersauer", Les Amis de Rosport, nr. 9, p. 409-416.
- 1988 "Zwölf Jahre Feldbegehung auf Michelsbierg bei Rosport", Bulletin de Société préhistorique luxembourgeoise, nr. 10, p. 77-95.
- 1991 "Deux pointes à dos du tardiglaciaire et leur insertion dans le paléolithique final du Grand-Duché de Luxembourg", Bulletin de Société préhistorique luxembourgeoise, nr. 13, p. 7-13. Met F. Spier en L. Schroeder.

- Musée national d'archéologie, d'histoire et d'art: lkl004143
- Virtual International Authority File: 440155284772387061029